# آماندا آدکینز
آماندا آدکینز (به انگلیسی: Amanda Adkins) (زادهٔ ۵ دسامبر ۱۹۷۶) شناگر اهل ایالات متحده آمریکا است.